# Zaḩar
Zaḩar är en ort i Jordanien.   Den ligger i guvernementet Irbid, i den norra delen av landet, 70 km norr om huvudstaden Amman. Zaḩar ligger 518 meter över havet och antalet invånare är 4 150.
Terrängen runt Zaḩar är kuperad västerut, men österut är den platt. Runt Zaḩar är det mycket tätbefolkat, med 1 313 invånare per kvadratkilometer. Närmaste större samhälle är Irbid, 6,0 km öster om Zaḩar. Trakten runt Zaḩar består till största delen av jordbruksmark.